# Cave Automatic Virtual Environment
La tecnologia Cave Automatic Virtual Environment o C.A.V.E., és un entorn de realitat virtual immersiva. Es tracta d'una sala en forma de cub en la qual hi ha projectors orientats cap a les diferents parets, terra i sostre. Depenent del resultat que es vulgui obtenir es projectarà la imatge a totes o només alguna de les parets de la sala.

## La primera C.A.V.E.
Aquest entorn de realitat virtual va ser creat pels científics Carolina Cruz-Neira, Daniel J. Sandin, i Thomas A. DeFanti de la Universitat d'Illinois (Chicago), al Electronic Visualization Laboratory l'any 1992.

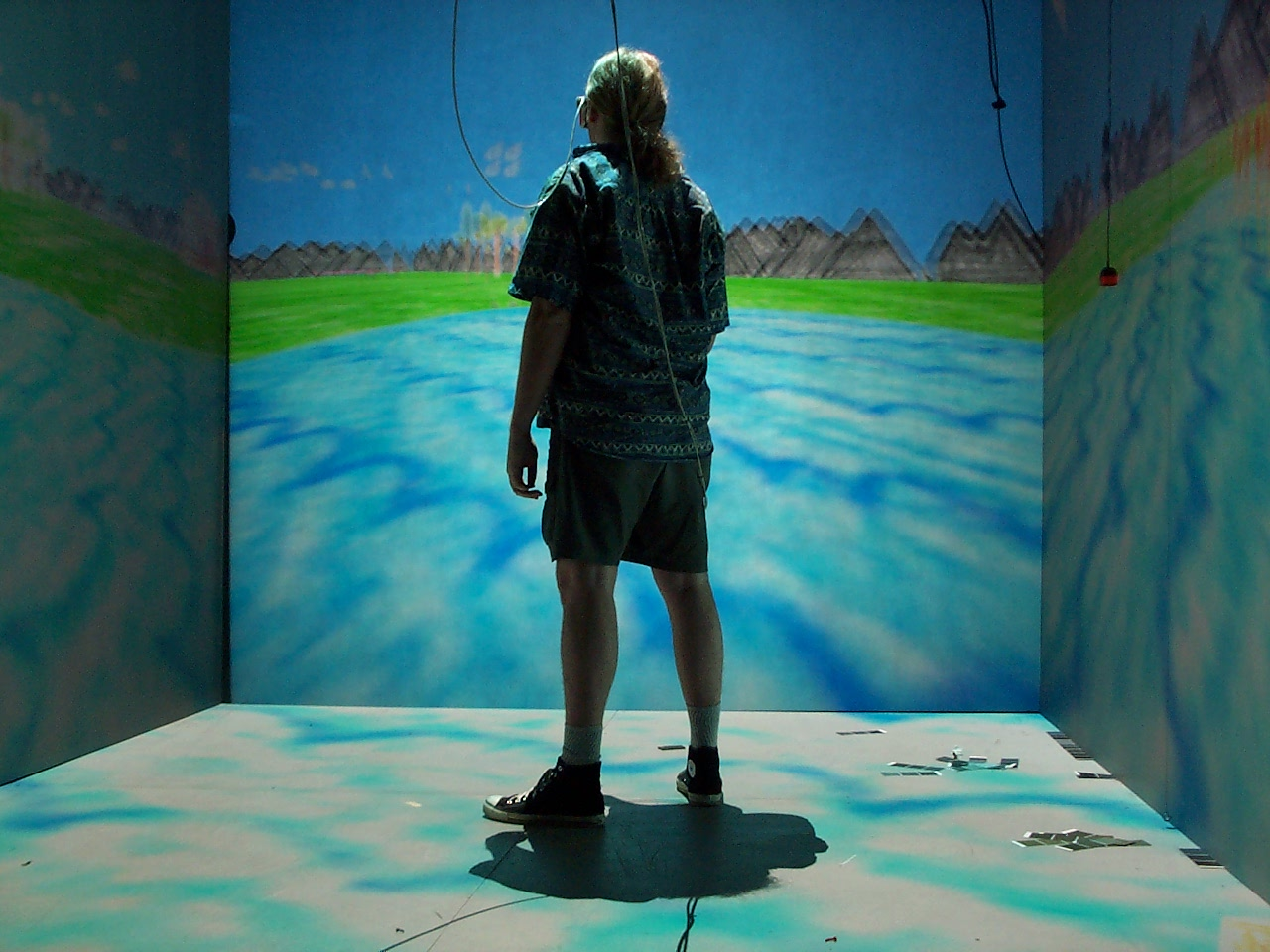
C.A.V.E. creada per la Univeritat de Illinois

La sala utilitzada per aquesta C.A.V.E. tenia unes dimensions de 10x10x10 i una sala fosca al seu voltant de 35x25x13. Aquesta sala fosca és necessària perquè al voltant de la C.A.V.E. no hi pot haver llum mentre es duen a terme projeccions.
Les parets de la C.A.V.E. estan compostes per pantalles projectades des de darrere, és a dir, que la projecció es realitza sobre la part del darrere de la pantalla però la imatge es veu a la part frontal. Mentre que el terra consisteix en pantalles projectades des de dalt.
Les imatges es projecten des de projectors d'alta resolució sobre miralls, els quals reflecteixen les imatges sobre les pantalles.
L'usuari ha d'utilitzar unes ulleres especials per poder veure els gràfics 3D generats; l'usuari podrà veure els objectes flotant en l'aire i podrà passejar pel seu voltant per poder veure l'objecte des de totes les perspectives.

## Aplicacions
Els negocis, la indústria, el govern, els museus i institucions didàctiques de prestigi utilitzen la C.A.V.E. per recerca, exploració, crear prototips de manera més ràpida, enginyeria, disseny i màrqueting.